# Climax Jump
〈Climax Jump〉(클라이맥스 점프, クライマックス・ジャンプ 크라이맛쿠스 잔푸[*])는 TV 아사히 계열의 특촬 TV 드라마 《가면라이더 덴오》의 여는 곡이다.
여러 편곡 버전이 있으며, 방송 내에서는 이 노래의 HIP HOP Ver.이나 Dark HIPHOP Ver., 그리고 주요 캐릭터의 소리를 담당하는 성우 4명이 부르는 〈Climax Jump DEN-LINER form〉도 사용됐다.

## Climax Jump
〈Climax Jump〉(클라이맥스 점프, クライマックス・ジャンプ 크라이맛쿠스 잔푸[*])는 2007년 3월 21일에 발매된 일본의 음악 그룹 AAA의 싱글이다. 명의는 AAA DEN-O form(트리플 덴오 폼, トリプルエー でんおうフォーム 토리푸루에 덴오후오무[*])로의 발매이다.

### 개요
- 〈나가라 보라매 군단 2007〉와 동시 발매이다.
- 《가면라이더 덴오》의 여는 곡(2007년 1월 28일 ~ 10월 28일, 12월 23일 방송분)이다. 《가면라이더 덴오》 첫회 방송일 2007년 1월 28일에 처음 공개됐다. 싱글의 2번째 트랙 이후는 모두 동명곡의 인스트루멘털이다.
- 첫 등장 5위. 초동매상장수는 27320장. AAA의 최고 차트 순위를 기록했다. 또, 발매 2주가 돼도 순조로운 매상을 기록하며, 차트 10위(오리콘)을 기록. 2주 연속 탑 10위권은 AAA 관련 싱글로는 처음이다. AAA 관련작품으로 첫 누적 10만장을 돌파, 골드디스크를 획득하며, 가면라이더 관련 CD로는 최고순위를 기록. 초동매상장수는 〈Justiφ's〉(《가면라이더 555》)나 〈ELEMENTS〉(《가면라이더 블레이드》의 후기)에 이어서 세 번째.
- CD 자켓 · 가사 카드에는 AAA 멤버의 모습은 찍혀있지 않다. 게다가 AAA로는 처음으로 프로모션 비디오를 제작하지 않은 작품이기도 하다.
- DVD 작품 《4th ATTACK at SHIBUYA-AX on 4th of April》《2nd Anniversary Live -5th ATTACK 070922- at 일본무도관》에서 이 노래가 가창되고 있는 모습이 수록돼있다.
- AAA는 이번 작품과 동시에 미니음반 《alohAAA!》, 싱글 〈나가라 보라매 군단 2007〉, DVD 《Channel@×AAA》의 총 네 가지의 타이틀을 발매했다.

### 수록곡
1. Climax Jump
  - 작사: 후지바야시 쇼코 / 작곡 · 편곡: 나루세 슈헤이
2. Climax Jump power rock edit
3. Climax Jump sweet ballad edit
4. Climax Jump soul blues edit
5. Climax Jump -instrumental-

## Climax Jump DEN-LINER form

### 개요
〈Climax Jump DEN-LINER form〉(클라이맥스 점프 덴라이너 폼, クライマックス・ジャンプ・デンライナー・フォーム 크라이맛쿠스 잔푸 덴라이나 후오무[*])는 《덴오》의 주요 등장 이매진(괴인) 모모타로스, 우라타로스, 킨타로스, 류타로스를 담당하는 성우 세키 토시히코, 유사 코지, 테라소마 마사키, 스즈무라 켄이치가 부르는 〈Climax Jump〉의 편곡 버전이다. 오리지널과 비교하면 가사의 일부가 캐릭터의 어조에 맞춰서 변경되어 있는 것 외에, 클라이맥스의 후렴 전에 스즈키 켄이치가 연기하는 류타로스의 랩이 삽입돼있다. 2007년 10월 28일 도에이 공식 홈페이지에서 제작발표됐으며, 《덴오》 11월 11일 ~ 12월 16일, 2008년 1월 6일 ~ 1월 13일 방송분의 여는 곡이 됐다. 또, 후에 제작된 《가면라이더 덴오 & 키바: 클라이맥스 데카》에서도 여는 곡으로 사용됐다.
일반 버전 이외에도 4체의 이매진 전원에 의한 것, 이매진 각각의 대사 버전도 망라하고 있다. 게다가 초회한정판과 가면라이더 덴오 각 폼의 자켓 네 종류가 발매됐며, 그것에는 특전으로 자켓과 같은 이매진에 대응한 Re-mix 버전이 수록돼있으며, 게다가 자켓의 덴오 각 폼에 대응한 ‘이매진 3D 변신 카드’가 봉입돼있다. 오리콘 차트에서는 일간 차트에서 최고 2위, 주간 차트에서도 첫 등장 2위라는, 가면라이더 관련 CD로는 최고순위를 기록했다.
또, 《가면라이더 덴오 COMPLETE BOX》에는 이매진 4체에 의한 이곡의 프로모션 비디오가 수록돼있다.

### 수록곡
1. Climax Jump DEN-LINER form 
  - 작사: 후지바야시 쇼코 / 작곡: 나루세 슈헤이 / 편곡: LOVE+HATE
2. Climax Jump DEN-LINER form 모모 우라 킨 류 대사 Ver.
3. Climax Jump DEN-LINER form 모모타로스 대사 Ver.
4. Climax Jump DEN-LINER form 우라타로스 대사 Ver.
5. Climax Jump DEN-LINER form 킨타로스 대사 Ver.
6. Climax Jump DEN-LINER form 류타로스 대사 Ver.
7. Climax Jump DEN-LINER form instrumental
8. 리믹스 곡(초회한정판에서만)(후에 COMPLETE CD-BOXのClimax-Disc에도 수록)
  - Climax Jump "이 몸 등장!" Sword Re-Mix(Climax Jump "俺、参上!" Sword Re-Mix)
  - Climax Jump "나한테 낚여볼래?" Rod Re-Mix(Climax Jump "僕に釣られてみる?" Rod Re-Mix)
  - Climax Jump "울것 같아!" Ax Re-Mix(Climax Jump "泣けるでぇ!" Ax Re-Mix)
  - Climax Jump "대답은 듣지 않아!" Gun Re-Mix(Climax Jump "答えは聞いてない!" Gun Re-Mix)

## 좋잖아!좋잖아!굉장하잖아!?

### 개요
〈좋잖아!좋잖아!굉장하잖아!?〉(일본어: いーじゃん!いーじゃん!スゲーじゃん!? 이잔 이잔 스게잔[*])은 〈Climax Jump〉의 편곡 버전 5곡+α로 구성된 미니음반이다.
덴오 극장판 제3작 《사라바 가면라이더 덴오: 파이널 카운트다운》의 주제가이며, AAA DEN-O form가 다시 담당한 〈Climax Jump the Final〉와 주요 이매진 4명이 각각 노래하는 편곡 버전이 총 5곡이 수록돼있다.
또 부속 DVD에는 네 이매진의 노래 버전 뮤직비디오 클립이 수록돼있다.

### 수록곡
1. Climax Jump the Final
2. Climax Jump Sword form
3. Climax Jump Rod form
4. Climax Jump Ax form
5. Climax Jump Gun form
6. Climax Jump Sword form(모모타로스 대사 Ver.)
7. Climax Jump Rod form(우라타로스 대사 Ver.)
8. Climax Jump Ax form(킨타로스 대사 Ver.)
9. Climax Jump Gun form(류타로스 대사 Ver.)
10. Climax Jump Piano form

## 초 Climax Jump

### 개요
〈초 Climax Jump〉(일본어: 超 Climax Jump 초 크라이맛쿠스 잔푸[*])는 〈Climax Jump〉의 편곡 버전이며, 3곡으로 구성된 미니음반이다.
덴오 극장판 제4작 《초 가면라이더 덴오 & 다케이드 네오 제너레이션: 도깨비 섬의 전함》의 주제가이다. 지금까지 4체의 이매진에 코하나(배역: 마츠모토 타마키), 나오미(배역: 아키야마 리나), 오너(배역: 이시마루 켄지로), 코타로(배역: 사쿠라다 토리), 테디(배역: 오노 다이스케)를 더한 유닛 ‘DEN-O ALL STARS’가 가창. 종래의 분위기와 동떨어진 발라드 곡조의 멜로디이다. 또한, 이번 작품에 수록돼있는 대사 버전은 전(〈Double-Action〉도 포함)과 같은 본편 속의 대사를 골라낸 것이 아니라 ‘이 노래의 수록현장에서의 사건’이라는 설정으로 돼있다.

### 수록곡
1. 초 Climax Jump
2. 초 Climax Jump ~PARTY MIX~
3. 초 Climax Jump instrumental

## Climax-Action ~the 덴오 History~

### 개요
〈Climax-Action ~the 덴오 History~〉(일본어: Climax-Action ~the 電王 History~ 크라이맛쿠스아쿠숀 자덴오히스터리[*], 한국어: 클라이맥스 액션 더 덴오 히스토리)는 지금까지의 덴오 노래(AAA나 DEN-LINER form의 〈Climax Jump〉나 〈Double-Action〉 각 폼)에서 편곡되어있는 곡.
영화 《가면라이더×가면라이더×가면라이더 더 무비: 초덴오 트릴로지 에피소드 옐로 보물로 엔드 파이러트》의 주제가.

## 그 외 버전
Climax Jump Korean ver.
고현호(COIN CLASSIC)와 이미나가 불렀으며, 가면라이더 덴오의 더빙판 주제가로 사용됐다.
Climax Jump HIPHOP ver.
오리지널을 힙합 곡조로 편곡해서 제작됐으며, R료타로(류타로스에 빙의된 료타로)가 이끄는 브레이크댄스 팀 ‘류타로스 댄서즈’의 댄스 뮤직. TV 시리즈 13화 이후 댄서즈 등장 장면 등에서 종종 사용된 것 외에, 극장판 《이 몸, 탄생!》에서도 여성 탭 댄스 팀을 이끌고 R료타로가 추는 장면에서 삽입곡으로 사용되거나, 《가면라이더 디케이드》 제14화에서 R츠카사(류타로스에 빙의된 ‘디케이드’의 주인공 카도야 츠카사)의 등장 장면에 사용되거나 하고 있다.
류타로스 댄서즈가 댄스 배틀을 벌였을 때에, 적팀의 곡으로 저음 · 남성 주체로 편곡된 "Climax Jump Dark HIPHOP ver."도 사용됐다.
Climax Jump pop'n form
코나미 디지털 엔터테인먼트의 리듬 게임 《pop'n music 16 PARTY♪》(아케이드, 2008년 가동)에 수록된 노래. 장르 각 표기는 그대로 〈CLIMAX JUMP〉, 음악가명은 작곡가인 ‘나루세 슈헤이’ 명의이다. 이 버전은 게임을 위해서 작곡가인 나루세가 새롭게 편곡을 실시한 것으로 가창은 AAA나 원작의 성우가 아닌, 나루세를 포함한 수명이 부르고 있다.
- Climax Jump pop'n form 듣기&코멘트 - 코나미
- “보관된 사본”. 2008년 12월 29일에 원본 문서에서 보존된 문서. 2016년 6월 1일에 확인함.

이 버전은 2008년 8월 29일에 발매된 동명의 작품의 사운드트랙 《pop'n music 16 PARTY♪ original soundtrack》에 수록됐다. 이후, 아케이드판 《pop'n music》 시리즈에서는 《17 THE MOVIE》《18 전국열전》《19 TUNE STREET》의 네 작품까지 플레이 노래로 수록돼있다. 또, 2010년 1월 28일에 발매된 Wii용 게임 소프트웨어 《댄스 댄스 레볼루션 뮤직 파이트》에도 플레이 노래의 하나로 이 버전이 수록돼있다. 9
Climax Jump For U

## 참고 문헌
- 《DEN-O PERSPECTIVE 가면라이더 덴오 공식 입문서》 밀리언 출판, 2008. ISBN 978-4-8130-6206-6
- 《가면라이더 덴오 COMPLETE CD-BOX》의 앨범 노트, 에이벡스 모드, 2008. AVCA-26695 ~ 9/B